# فرودگاه چنگده
فرودگاه چنگده (به انگلیسی: Chengde Airport) یک فرودگاه همگانی است . این فرودگاه در شهر چنگده کشور چین قرار دارد .